# Escuela de Cinematografía y del Audiovisual de la Comunidad de Madrid
La Escuela de Cinematografía y del Audiovisual de la Comunidad de Madrid (ECAM) es una escuela de cine ubicada en la ciudad de Madrid. Fue creada en 1994 y constituida como una fundación cultural sin ánimo de lucro comandada por la Comunidad de Madrid y las principales instituciones de la actividad cinematográfica española.
Brinda formación de grado, posgrado y otro tipo de cursos en todas las disciplinas del cine y la TV. Muchos de sus exalumnos se destacan en diferentes áreas del audiovisual, desde el guion hasta la dirección de arte, como Paco Plaza, Aurora Jiménez, Verónica Fernández, Miguel Ángel Vivas, David Temprano, Rodrigo Sorogoyen, Fernando González Molina, Luis Moya y Marta Salas.
En 2020 fue incluida por The Hollywood Reporter en su listado The Top 15 International Film Schools, distinguiéndola como una de las quince escuelas de cine no-estadounidenses más importantes del mundo. En 2019 y 2020, los docentes y exalumnos de la ECAM ganaron doce Premios Goya, el galardón más relevante del cine español.

## Formación
La ECAM ofrece diplomaturas (carreras de grado) en DIRECCIÓN DOCUMENTAL, Dirección, Dirección de arte, Guion, Montaje, Producción, Sonido y Dirección de fotografía. A su vez, se dictan postgrados en Guion de series de ficción, Coordinación de Postproducción, Producción Ejecutiva para Cine y Series, Crítica cinematográfica, Diseño de vestuario de cine, series y teatro, Distribución audiovisual y Dirección de fotografía. Paralelamente se ofrecen cursos de especialización de corta duración, y programas dirigidos a alumnos que quieran iniciar su formación audiovisual.
Cuenta con más de trescientos profesores, que paralelamente a su labor docente se desempeñan profesionalmente en todas las áreas de la industria del Cine y la TV, fundamentalmente en España y Estados Unidos de América. Entre ellos se encuentran Paco Delgado, Isabel Peña, Enrique Urbizu, Ramón Campos, Pilar Benito, Beatriz Gómez Montero, Teresa Font, Marisa Fernández Armenteros, Carmen García, Tek J. Smith, Bina Daigeler, Silvia González Rangil, José Iriondo, Sonia Martínez, Diego Ávalos, David Muñoz, Antonio Sánchez-Escalonilla, Gonzalo Salazar-Simpson, Sergio Díaz, Mercedes Gamero, Mikel Usoz, Diego del Pozo, José Antonio de Luna, Fernando Javier López Puig y Susana Herreras.
Algunos de los prestigiosos docentes invitados que han dictado seminarios o masterclasses en la ECAM son Albert Serra, Lucrecia Martel, Frederick Wiseman, Robert McKee, Vittorio Storaro, y Walter Murch.

## Otras actividades
La escuela también cuenta con programas de apoyo orientados a proyectos cinematográficos independientes españoles y a la inserción profesional de sus exalumnos. Los principales son 'La Incubadora', 'OpenECAM' y 'ECAM Distribución'.
En enero de 2020 se estrenó comercialmente La Inocencia, el primer largometraje surgido de 'La Incubadora' de la ECAM. La película de ficción obtuvo dos nominaciones a los Premios Goya, fue elegida para la sección 'Nuevos Directores' del prestigioso Festival de San Sebastián, y cuenta con distribución de la compañía FILMAX.

## Institución
La fundación ECAM es dirigida por un patronato conformado por la Consejería de Educación y Cultura de la Comunidad de Madrid, la Sociedad General de Autores y Editores (SGAE), la Academia de las Artes y las Ciencias Cinematográficas de España (AACCE), la Entidad de Gestión de Derechos de Autor de los Productores Audiovisuales (EGEDA) y la entidad de gestión Derechos de Autor de Medios Audiovisuales (DAMA).
La escuela es desde 1999 miembro pleno de CILECT, la principal organización internacional de escuelas de Cine y TV.
El Director de la ECAM es el cineasta Gonzalo Salazar-Simpson.
La escuela se encuentra ubicada en Ciudad de la Imagen, Pozuelo de Alarcón, una zona de Madrid caracterizada por la presencia de numerosas empresas e instituciones del audiovisual.